# Pleslin-Trigavou
Pleslin-Trigavou is een gemeente in het Franse departement Côtes-d'Armor (regio Bretagne). De plaats maakt deel uit van het arrondissement Dinan. Pleslin-Trigavou telde op 1 januari 2022 4.043 inwoners.

## Geografie
De oppervlakte van Pleslin-Trigavou bedroeg op 1 januari 2022 21,8 vierkante kilometer; de bevolkingsdichtheid was toen 185,5 inwoners per km².
{
De onderstaande kaart toont de ligging van Pleslin-Trigavou met de belangrijkste infrastructuur en aangrenzende gemeenten.

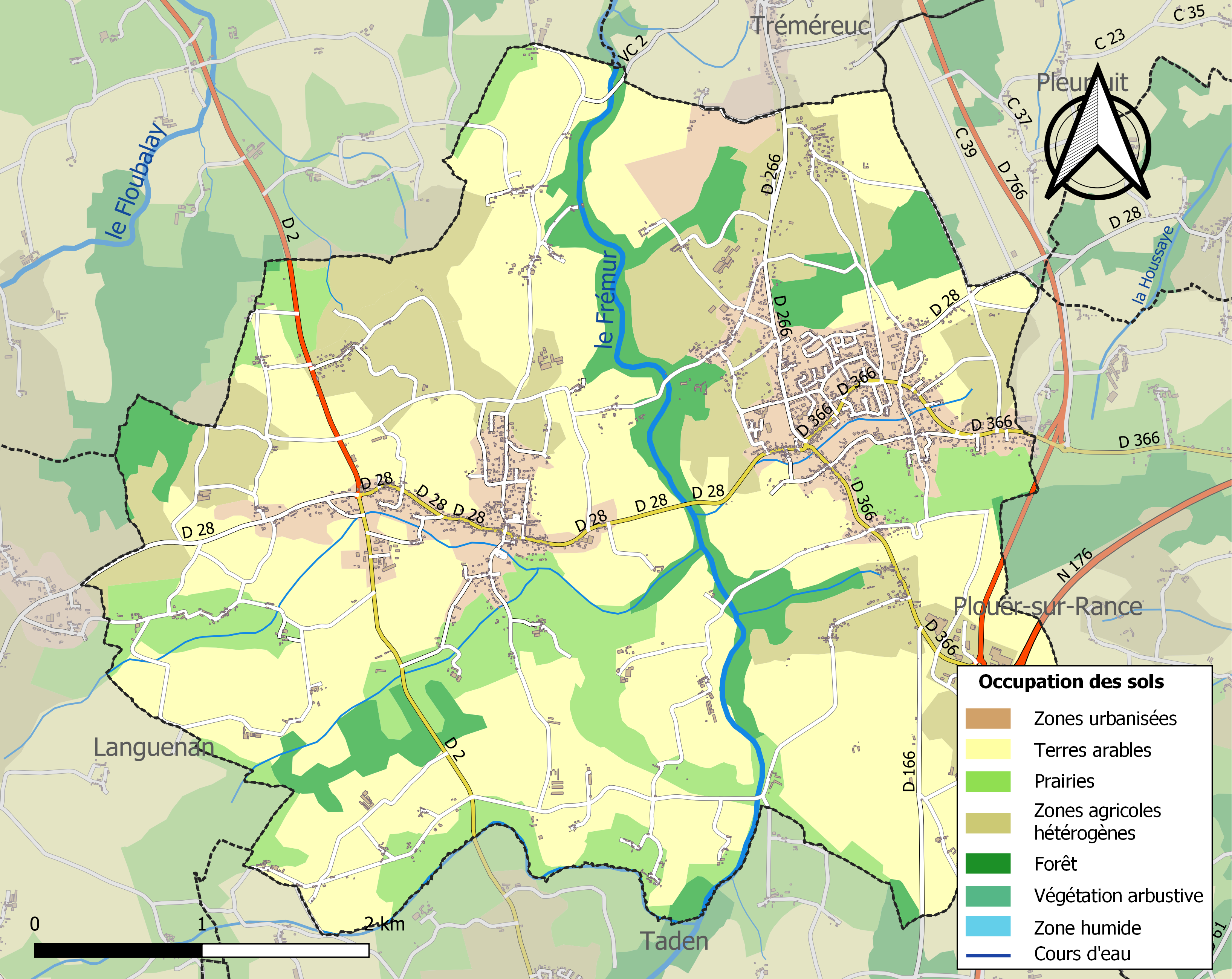

## Demografie
Onderstaande figuur toont het verloop van het inwonertal (bron: INSEE-tellingen).